# Renske Helmer-Englebert
R.D. (Renske) Helmer-Englebert (Oosterbeek, 1969) is een Nederlandse bestuurder en SP-politicus. Sinds 18 november 2022 is zij burgemeester van Wijchen.

## Biografie
Helmer is geboren in Oosterbeek en woonde de eerste acht jaar van haar leven in Arnhem. Daarna verhuisde zij naar Brummen en vanaf haar veertiende was zij actief betrokken bij het plaatselijke zwembad en later de jeugdsoos. Op haar twintigste verhuisde zij naar Nijmegen om verpleegkunde te studeren aan de Hogeschool van Arnhem en Nijmegen. Tijdens haar studie liep zij stage in Ghana en was ze werkzaam bij McDonald's en later bij een snackbar.
Helmer was na haar studie werkzaam in het UMC St Radboud en actief betrokken bij NU'91. Daarna was zij zeven jaar werkzaam als fractiemedewerker van SP-Tweede Kamerlid Agnes Kant. Vervolgens was zij beleidsmedewerker bij Zorgbelang Gelderland en de Nederlandse Vereniging voor een Vrijwillig Levenseinde.
Helmer was van 2011 tot 2014 namens de SP gemeenteraadslid van Nijmegen. Van 2014 tot 2020 was zij namens de SP wethouder van Nijmegen. In haar eerste periode als wethouder had zij in haar portefeuille onderwijs, sport, wijken/openbare ruimte en maatschappelijk vastgoed. In haar tweede periode waren dit werk, inkomen en armoedebestrijding, ICT en facilitair. In 2020 nam zij afscheid als wethouder wegens herstel van borstkanker.
Helmer was in 2021 bestuurslid van Stichting Marikenhuis, een inloophuis voor mensen die geraakt zijn door kanker. Met ingang van 16 augustus 2021 werd zij benoemd tot waarnemend burgemeester van Voorst. Zij volgde hiermee Jos Penninx op die is gestopt als burgemeester van Voorst wegens pensionering. Op 10 februari 2022 werd Paula Jorritsma burgemeester van Voorst.
Helmer werd op 29 september 2022 door de gemeenteraad van Wijchen voorgedragen als nieuwe burgemeester. Op 3 november dat jaar werd bekendgemaakt dat de minister van Binnenlandse Zaken en Koninkrijksrelaties haar heeft voorgedragen voor benoeming bij koninklijk besluit met ingang van 18 november 2022. Op die dag vond ook de beëdiging en installatie plaats.
Helmer is getrouwd en heeft twee zoons.